# 大林猪
大林豬（学名：Hylochoerus meinertzhageni），中港又稱巨林豬，是偶蹄目猪科大林猪属中唯一的一种，是已知世界上最大豬類，分布于西非和中部非洲地区。体长约130-210厘米，体重约100-275公斤。其种加词“meinertzhageni”得名于英国军官及动物学家理查德·梅纳茨哈根（Richard Meinertzhagen）上校姓氏。

## 生活方式
牠們主要分布森林，和森林-草原交界處，也可以在高達3,800米（12,500英尺）的樹木繁茂的大草原和亞高山棲息地中看到。他們不能應付低濕度或長期暴露在陽光下，導致他們很少分布於乾旱草原地區。牠們的天敵主要是花豹和斑鬣狗，牠們主要吃植物但有時也吃腐肉。與大多數其他豬不同，它們不會挖掘或挖掘地面以尋找根部
通常会组成6-14只的群体，有雄性领导。具有领地意识，不容许其他群体的大林猪进入自己的领地。雄性性格凶猛，攻击力强，会与对方战斗至赶走对方，通常用前额来撞击敌人，会导致敌人头骨骨折，甚至死亡，而脸上大块的疣可以保护它们不至于受到太大的伤害。成年的大林猪会围着小猪，保护它们免受捕食者，如豹、斑鬣狗的攻击。生性害羞，所以较少被人类发现。
在動物園飼養大林豬的嘗試尚未成功。在圈養中，這些動物只存活了很短的時間，沒有產生後代。科學家認為是因為缺乏對該牠們的營養和其他重要需求的瞭解。目前，聖地牙哥動物園飼養著一隻雌性。